# Guinness Rekordbog
 Der er for få eller ingen kildehenvisninger i denne artikel, hvilket er et problem. Du kan hjælpe ved at angive troværdige kilder til de påstande, som fremføres i artiklen.

 For alternative betydninger, se Guinness (flertydig). (Se også artikler, som begynder med Guinness)
Guinness Rekordbog er en bog med korte beskrivelser af rekorder inden for sport, fysik, mennesker, planter og dyr.
Den er selv rekordindehaver: den er med mere end 100 millioner eksemplarer i mere end 100 lande på 24 sprog den mest solgte copyright-bog i verden.